# Шестаки (Дрибинский район)
Шестаки́ (бел. Шастакі) — деревня в составе Коровчинского сельсовета Дрибинского района Могилёвской области Республики Беларусь.

## История
Упоминается в 1729 году как деревня в составе Бардиловского войтовства Могилевской экономии в Оршанском повете Великого княжества Литовского.
В годы Великой Отечественной войны населённый пункт находился в условиях немецкой оккупации; свобождён частями Красной Армии 24 июня 1944 года..
20 июня 1966 года деревня вошла в состав Первомайского сельсовета; с 20 ноября 2013 года — в составе Коровчинского сельсовета.

## Население
- 1999 год — 80 человек
- 2010 год — 29 человек

## Знаменитые земляки
Сафонов Михаил Фролович — кавалер ордена Славы 3-х степеней.

## Достопримечательности
- Храм святых мучеников Гурия, Самона и Авива